# غريت اولسن
غريت اولسن (بالدنماركية: Grete Olsen)‏ هي مبارزة بالسيف دنماركية، ولدت في 18 فبراير 1912 في كوبنهاغن في الدنمارك، وتوفيت في 6 أبريل 2010.

## وصلات خارجية
- غريت اولسن على موقع أوليمبيديا (الإنجليزية)